# منطقة بادراك
بادراك رمزها «BH» (بالإنجليزية: Bhadrak)‏ ، هو تقسيم إداري لدولة الهند تتبع ولاية أوريسا (بالإنجليزية: Orissa)‏ ، مركزها هو مدينة بادراك (بالإنجليزية: Bhadrak)‏ عدد سكانها حسب تعداد سنة 2001 هو 1,332,249 ، مساحتها 2,788 كم² وكثافة السكان 478 لكل كم² .